# Cantone di Vallet
Il Cantone di Vallet è una divisione amministrativa dell'arrondissement di Nantes.
A seguito della riforma approvata con decreto del 25 febbraio 2014, che ha avuto attuazione dopo le elezioni dipartimentali del 2015, è passato da 5 a 12 comuni.

## Composizione
I 5 comuni facenti parte prima della riforma del 2014 erano:
- La Chapelle-Heulin
- Mouzillon
- Le Pallet
- La Regrippière
- Vallet

Dal 2015 i comuni appartenenti al cantone sono passati a 12, ridottisi poi a 11 dal 1º gennaio 2016 per effetto della fusione dei comuni di Barbechat e La Chapelle-Basse-Mer per formare il nuovo comune di Divatte-sur-Loire:
- La Boissière-du-Doré
- La Chapelle-Heulin
- Divatte-sur-Loire
- Le Landreau
- Le Loroux-Bottereau
- Mouzillon
- Le Pallet
- La Regrippière
- La Remaudière
- Saint-Julien-de-Concelles
- Vallet